# Jeziorka (powiat słupski)
Jeziorka (kaszb. Jezórka lub też Jezórkò, niem. Gesorke) – osada w Polsce położona w województwie pomorskim, w powiecie słupskim, w gminie Damnica na Pobrzeżu Słowińskim. Wieś jest częścią składową sołectwa Świtały.
W latach 1975–1998 miejscowość administracyjnie należała do województwa słupskiego.

## Nazwa
Nazwa, wzmiankowana po raz pierwszy w formie Gisork w 1686, ma pochodzenie słowiańskie i charakter topograficzny. Wywodzi się od nazwy pospolitej jeziorko „małe jezioro”. Friedrich Lorentz odnotował formę nazwy w lokalnych gwarach słowińskich: Jezȯ́rkă. Niemiecka nazwa Gesorke jest adaptacją fonetyczną pierwotnej nazwy słowiańskiej. W latach 1938–1945 ukształtowana historycznie nazwa została w ramach szerokiej akcji odkaszubiania i germanizacji nazewnictwa zastąpiona przez administrację niemiecko-nazistowską sztuczną formą - Kleinwasser – jest to tzw. chrzest nazewniczy o charakterze pseudotopograficznym, złożony z dwóch członów – przymiotnika klein „mały” i nazwy pospolitej Wasser „woda”.
Rada Języka Kaszubskiego proponuje kaszubską formę nazwy Jezórka.